# Cook Partisan Voting Index

Kaart van alle stemgerechtigde entiteiten bij de Amerikaanse presidentsverkiezingen (staten, federale districten en bepaalde congresdistricten) tegen Cook PVI na 2020. Donkerrode staten hebben een hoge Republikeinse score op de Cook-index, donkerblauwe een hoge Democratische.

De Cook Partisan Voting Index (Cook PVI) is een meting van hoe sterk een staats- of congresdistrict in de Verenigde Staten naar een van de twee grote partijen leunt in vergelijking tot het hele land. De Cook PVI werd geïntroduceerd door de internetnieuwsbrief The Cook Political Report in augustus 1997 op basis van een analyse van het Center for Voting and Democracy (sinds 2004 FairVote) uit juli 1997. De Cook PVI meet hoe concurrentieel elk kiesdistrict voor het Huis van Afgevaardigden is, gebruikmakende van de resultaten van de twee meest recente presidentsverkiezingen.
De index wordt uitgedrukt met een letter – R voor Republikeinse Partij of D voor Democratische Partij – die staat voor de grootste politieke partij in het district, en een nummer dat de sterkte van die dominantie uitdrukt. Bijvoorbeeld, een district met de rating "R+10" is 10% meer Republikeins dan het land als een geheel. Districten waar de steun voor de partijen op hetzelfde niveau ligt als het hele land, worden weergegeven als "EVEN".
Het congresdistrict met de meest extreme score is het 3e congresdistrict van Pennsylvania, met een score van D+41 (2021). De staat met de meest afwijkende index is Wyoming met elk R+26 (2021).

## Index per staat
Gegevens: april 2021.
| Staat          | PVI  | Partij van de gouverneur | Partij van de Senaat | Balans in het Huis |
| -------------- | ---- | ------------------------ | -------------------- | ------------------ |
| Alabama        | R+15 | Republikeins             | Republikeins         | 6R, 1D             |
| Alaska         | R+9  | Republikeins             | Republikeins         | 1R                 |
| Arizona        | R+3  | Republikeins             | Democratisch         | 5D, 4R             |
| Arkansas       | R+16 | Republikeins             | Republikeins         | 4R                 |
| Californië     | D+14 | Democratisch             | Democratisch         | 42D, 11R           |
| Colorado       | D+3  | Democratisch             | Democratisch         | 4D, 3R             |
| Connecticut    | D+7  | Democratisch             | Democratisch         | 5D                 |
| Delaware       | D+6  | Democratisch             | Democratisch         | 1D                 |
| Florida        | R+3  | Republikeins             | Republikeins         | 16R, 11D           |
| Georgia        | R+3  | Republikeins             | Democratisch         | 8R, 6D             |
| Hawaï          | D+15 | Democratisch             | Democratisch         | 2D                 |
| Idaho          | R+19 | Republikeins             | Republikeins         | 2R                 |
| Illinois       | D+7  | Democratisch             | Democratisch         | 13D, 5R            |
| Indiana        | R+11 | Republikeins             | Republikeins         | 7R, 2D             |
| Iowa           | R+6  | Republikeins             | Republikeins         | 3R, 1D             |
| Kansas         | R+11 | Democratisch             | Republikeins         | 3R, 1D             |
| Kentucky       | R+16 | Democratisch             | Republikeins         | 5R, 1D             |
| Louisiana      | R+12 | Democratisch             | Republikeins         | 5R, 1D             |
| Maine          | D+1  | Democratisch             | Beide*               | 2D                 |
| Maryland       | D+14 | Republikeins             | Democratisch         | 7D, 1R             |
| Massachusetts  | D+14 | Republikeins             | Democratisch         | 9D                 |
| Michigan       | R+1  | Democratisch             | Democratisch         | 7D, 7R             |
| Minnesota      | D+1  | Democratisch             | Democratisch         | 4D, 4R             |
| Mississippi    | R+10 | Republikeins             | Republikeins         | 3R, 1D             |
| Missouri       | R+11 | Republikeins             | Republikeins         | 6R, 2D             |
| Montana        | R+11 | Republikeins             | Beide                | 1R                 |
| Nebraska       | R+13 | Republikeins             | Republikeins         | 3R                 |
| Nevada         | EVEN | Democratisch             | Democratisch         | 3D, 1R             |
| New Hampshire  | EVEN | Republikeins             | Democratisch         | 2D                 |
| New Jersey     | D+6  | Democratisch             | Democratisch         | 10D, 2R            |
| New Mexico     | D+3  | Democratisch             | Democratisch         | 2D, 1R             |
| New York       | D+10 | Democratisch             | Democratisch         | 19D, 8R            |
| North Carolina | R+3  | Democratisch             | Republikeins         | 8R, 5D             |
| North Dakota   | R+20 | Republikeins             | Republikeins         | 1R                 |
| Ohio           | R+6  | Republikeins             | Beide                | 12R, 4D            |
| Oklahoma       | R+20 | Republikeins             | Republikeins         | 5R                 |
| Oregon         | D+6  | Democratisch             | Democratisch         | 4D, 1R             |
| Pennsylvania   | R+2  | Republikeins             | Beide                | 9D, 9R             |
| Rhode Island   | D+8  | Democratisch             | Democratisch         | 2D                 |
| South Carolina | R+8  | Republikeins             | Republikeins         | 6R, 1D             |
| South Dakota   | R+16 | Republikeins             | Republikeins         | 1R                 |
| Tennessee      | R+14 | Republikeins             | Republikeins         | 7R, 2D             |
| Texas          | R+5  | Republikeins             | Republikeins         | 23R, 13D           |
| Utah           | R+13 | Republikeins             | Republikeins         | 4R                 |
| Vermont        | D+15 | Republikeins             | Democratisch*        | 1D                 |
| Virginia       | D+2  | Democratisch             | Democratisch         | 7D, 4R             |
| Washington     | D+8  | Democratisch             | Democratisch         | 7D, 3R             |
| West Virginia  | R+23 | Republikeins             | Beide                | 3R                 |
| Wisconsin      | R+2  | Democratisch             | Beide                | 5R, 3D             |
| Wyoming        | R+26 | Republikeins             | Republikeins         | 1R                 |

- In Maine en Vermont zetelen de onafhankelijke senatoren in de Democratische fractie.